# Mexikanische Badmintonmeisterschaft 1990
Die Mexikanische Badmintonmeisterschaft 1990 fand in Mexiko-Stadt statt. Es war die 44. Auflage der nationalen Titelkämpfe von Mexiko im Badminton.	

## Sieger und Finalisten
| Disziplin    | Gold                                     | Silber                    |
| ------------ | ---------------------------------------- | ------------------------- |
| Herreneinzel | Fernando de la Torre                     | Ernesto de la Torre       |
| Dameneinzel  | María de la Paz Luna Félix               | Gabriela Melgoza          |
| Herrendoppel | Fernando de la Torre Ernesto de la Torre | EugenioTapia Lorenzo Ruíz |
| Damendoppel  | keine Daten                              | keine Daten               |
| Mixed        | Eugenio Tapia Margara Bravo Mariño       | keine Daten               |